# Stolzia aberrans
Stolzia aberrans är en insektsart som först beskrevs av Willemse, C. 1938.  Stolzia aberrans ingår i släktet Stolzia och familjen gräshoppor. Inga underarter finns listade i Catalogue of Life.